# Scordyliodes
Scordyliodes là một chi bướm đêm thuộc họ Geometridae.